# Way to Blue: An Introduction to Nick Drake
Albums de Nick Drake
Time of No Reply
(1986) Made to Love Magic
(2004)
Way to Blue: An Introduction to Nick Drake est une compilation de Nick Drake sortie en 1994.
Elle est certifiée disque d'or au Royaume-Uni en 1999, ce qui correspond à 100 000 exemplaires vendus.

## Titres
Toutes les chansons sont écrites et composées par Nick Drake.
| No  | Titre                     | Tirée de                | Durée |
| --- | ------------------------- | ----------------------- | ----- |
| 1.  | Cello Song                | Five Leaves Left (1969) | 4:45  |
| 2.  | Hazey Jane I              | Bryter Layter (1970)    | 4:28  |
| 3.  | Way to Blue               | Five Leaves Left (1969) | 3:09  |
| 4.  | Things Behind the Sun     | Pink Moon (1972)        | 3:56  |
| 5.  | River Man                 | Five Leaves Left (1969) | 4:20  |
| 6.  | Poor Boy                  | Bryter Layter (1970)    | 6:06  |
| 7.  | Time of No Reply          | Time of No Reply (1987) | 2:44  |
| 8.  | From the Morning          | Pink Moon (1972)        | 2:30  |
| 9.  | One of These Things First | Bryter Layter (1970)    | 4:50  |
| 10. | Northern Sky              | Bryter Layter (1970)    | 3:44  |
| 11. | Which Will                | Pink Moon (1972)        | 2:56  |
| 12. | Hazey Jane II             | Bryter Layter (1970)    | 3:44  |
| 13. | Time Has Told Me          | Five Leaves Left (1969) | 4:25  |
| 14. | Pink Moon                 | Pink Moon (1972)        | 2:03  |
| 15. | Black Eyed Dog            | Time of No Reply (1987) | 3:25  |
| 16. | Fruit Tree                | Five Leaves Left (1969) | 4:45  |